# ضریب بهره ترانسفورماتور
ضریب بهره ترانسفورماتور (به انگلیسی: Transformer utilization factor) در یک مدار یکسوساز نسبت توان DC در مقاومت بار به نسبت AC در سیم‌پیچ ثانویه ترانسفورماتور است.
{\displaystyle T.U.F={\frac {P_{odc}}{V_{A}\ rating\ of\ transformer}}}
که {\displaystyle V_{A}} به صورت زیر تعریف می‌شود:
{\displaystyle V_{A}=V_{r.m.s}{\dot {I}}_{r.m.s}(For\ secondary\ coil.)}